# Hisako Koyama
Hisako Koyama (Tokio, 1916 - 1997) fue una astrónoma japonesa que, por sus observaciones solares y sin formación formal, influyó en la reconstrucción de un registro continuo de manchas solares desde 1610 gracias a su colección de detallados bocetos de manchas solares.
Koyama fue miembro del personal del Museo Nacional de Ciencia de Japón durante más de 40 años y realizó más de 10.000 bocetos solares a lo largo de su vida. En 1986, recibió el Premio de Fomento de la Investigación Académica de la Asociación Astronómica Oriental (OAA).

## Trayectoria
Koyama nació en Tokio en 1916 y se graduó de una escuela secundaria para niñas en la capital japonesa en la década de 1930. Koyama desarrolló interés por la astronomía y la realización de observaciones espaciales. Antes de comenzar su carrera como observadora, Koyama leía libros sobre astronomía y observaba las estrellas con cartas astronómicas. Durante la Segunda Guerra Mundial, aprovechaba los apagones de los ataques aéreos en toda la ciudad para realizar observaciones celestiales desde su jardín. Inspirada por una visita al Planetario Tonichi en Yuraku-cho en Tokio, Koyama ensambló un pequeño telescopio propio.

### Observación profesional
Su padre le regaló un telescopio para que pudiera comenzar a realizar observaciones de la luna a nivel profesional pero, debido a su baja potencia, Koyama empezó a observar el sol. Al mes, Koyama ya había dibujado un boceto de manchas solares y se lo envió en 1944 a Issei Yamamoto, profesor de astronomía en la Universidad de Kioto, que en ese momento se desempeñaba como presidente de la sección solar de OAA. Yamamoto se convirtió en su supervisor.
Guiada por Yamamoto, Koyama comenzó a hacer bocetos de manchas solares semirregulares utilizando una técnica llamada "visión directa atenuada". Este método implicaba proyectar imágenes de un telescopio montado en una hoja de papel, después de lo cual Koyama dibujaría características solares visibles y documentaría otra información relevante de observación.
En noviembre de 1945, Koyama asístió a la primera reunión de la Sociedad Japonesa de Estudios Astronómicos siendo presentada por Otani. En 1946, Koyama comenzó a trabajar como observadora profesional en el Museo de Ciencias de Tokio, que posteriormente se convirtió en el Museo Nacional de Ciencia de Japón. Lo hizo ante la supervisión del astrónomo jefe y director del museo Sadao Murayama. Se retiró oficialmente en 1981, pero continuó contribuyendo como miembro del museo durante 10 años más.
De 1947 a 1984, Koyama documentó más de 8.000 grupos de manchas solares. En ese periodo realizó más de 10.000 dibujos. En 1985, publicó su trabajo en la monografía “Observations of Sunspots 1947-1984”.
Koyama describió en sus publicaciones como contar manchas solares y resaltó la importancia de ser consistente en la forma de medición. Durante los 40 años en que Koyama recogió datos sobre las manchas solares, lo hizo siguiendo siempre la misma metodología y microscopio.

### Divulgación
Como empleada del Museo de Ciencias de Tokio, Koyama ejerció como divulgadora y organizó diversos seminarios, charlas y eventos sobre acontecimientos astronómicos como eclipses o conjunciones planetarias.
Koyama falleció a los 81 años en 1997.

## Reconocimientos
Fue reconocida con el premio OOA Prize of Encouragement of Academic Research en Japón. Además, en su honor se renombró el asteroide 1951AB como 3383 Koyama.

## Legado
En 1947, Koyama esbozó la mayor mancha solar descrita en todo el siglo XX.
En 2014, un equipo internacional de investigadores utilizó los registros de manchas solares de Koyama para reconstruir la historia de casi 400 años de actividad de manchas solares, desde la década de 1610 hasta principios de la de 2000. El proyecto también se basó en bocetos dibujados por Galileo Galilei, Pierre Gassendi, Johann Caspar Staudacher, Heinrich Schwabe y Rudolf Wolf . Debido a que los bocetos de Koyama se crearon utilizando el mismo telescopio refractor de 20 cm y el mismo método de observación, los investigadores pudieron usar sus observaciones como columna vertebral para calibrar partes del registro de manchas solares.
Sus bocetos originales de manchas solares se han conservado en el Museo Nacional de Ciencia de Japón, que en 2001 los digitalizó.

## Publicaciones seleccionadas
- Koyama, H. (1985). Observations of Sunspots 1947–1984. Tokyo: Kawade Shobo Shinsha Publishers.
- Koyama, H. (1981). 35 years with the 20 cm telescope [in Japanese]. Natural Science and Museums, 48(3), 111–116